# Detsembrikuumus
Detsembrikuumus (em inglês: December Heat) é um filme de drama estoniano de 2008 dirigido e escrito por Asko Kase. Foi selecionado como representante da Estônia à edição do Oscar 2010 de melhor filme internacional, organizada pela Academia de Artes e Ciências Cinematográficas.

## Elenco
- Sergo Vares - Tanel Rõuk
- Liisi Koikson - Anna Rõuk
- Ain Lutsepp - Julius Saarepuu
- Piret Kalda - Maret Saarepuu
- Emil-Joosep Virkus - Joosep Saarepuu